# Bahnhof Zug

Der Bahnhof Zug liegt im Hauptort des gleichnamigen Kantons Zug. Die Stadt liegt verkehrstechnisch günstig an der Gabelung der Bahnstrecken Zürich–Luzern und Zürich–Gotthard. Der Bahnhof ist ein echter Keilbahnhof. Der InterRegio erreicht in 25 Minuten Zürich oder Luzern.
Er ist der Hauptknoten der Stadtbahn Zug und ist zugleich an das Netz der S-Bahn Zürich angeschlossen. Er gibt Anschluss zum dichten Liniennetz des öffentlichen Nahverkehrs. Der Bahnhofplatz des am 28. November 2003 neu eröffneten Bahnhofs ist ein Knotenpunkt im Verkehrsnetz der Zugerland Verkehrsbetriebe (ZVB), das über 285 Haltestellen und eine Gesamtstreckenlänge von 197 km verfügt.

## Geschichte
Der erste Bahnhof in Zug wurde zwischen 1863 und 1864 auf dem heutigen Bundesplatz vom Architekten Jakob Friedrich Wanner erbaut. Es handelte sich um einen Kopfbahnhof, der nur aus Richtung Cham und Knonau erreicht werden konnte. Mit einem zusätzlichen Gleisdreieck konnten die Züge gewendet werden. Als 1897 die Bahnstrecken Thalwil–Zug und Zug–Arth-Goldau gebaut wurden, musste der Bahnhof an die Stelle des heutigen Keilbahnhofs verlegt werden. Das erste Bahnhofsgebäude wurde zerlegt und in Zürich Wollishofen wieder aufgebaut.
|  |  |  | Abkürzungen TW: SBB nach Thalwil KMUE: SBB nach Kollermühle– Affoltern a. A./–Luzern GD: SBB nach Arth-Goldau V-Zug: Anschlussgleis zur V-Zug |

Die Strecken Thalwil–Zug und Zug–Arth-Goldau wurden im Juni 1897 in Betrieb genommen. Das Eröffnungsfest des neuen Bahnhofes fand am 31. Mai 1897 statt.
Die Strecke Zürich–Thalwil–Zug–Luzern wurde 1922/23 elektrifiziert.

## 1. Bahnhof 1864 (Kopfbahnhof)
Der erste Bahnhof wurde als Kopfbahnhof angelegt. Er befand sich im Bereich der heutigen Bundesstrasse zwischen der reformierten Kirche und der Bahnhofstrasse. Das Empfangsgebäude stand in Seitenlage auf der Südseite der Gleisanlage.

### 1. Bahnhofsgebäude
Das von Jakob Friedrich Wanner erbaute Hauptgebäude von 1864 wurde 1897 abgebaut und als Aufnahmegebäude im Bahnhof Zürich Wollishofen wieder aufgebaut und ist heute noch erhalten.

## 2. Bahnhof 1897 (Keilbahnhof)
Da man den neuen Standort möglichst nahe an der Altstadt haben und den Strassenverkehr möglichst wenig beeinträchtigen wollte, war ein erhöhtes Gleisniveau notwendig. Dafür wurde das zukünftige Bahnhofsgelände um rund 4 Meter aufgeschüttet, wofür der Aushub vom Strecken- und Tunnelbau verwendet wurde. Auch die Bauform als Keilbahnhof ist diesem Umstand geschuldet, da die Strecke nach Luzern direkt von Zürich aus erreichbar sein sollte. Für die Linie aus dem Knonauer Amt wurde eine Schlaufe angelegt, dafür fiel 1897 das Gleisdreieck weg. Diese Schleife wurde 1990 stillgelegt. Die Bahnstrecke in Richtung Kollermühle bestand betrieblich aus zwei Einspurstrecken.
Die Bauarbeiten begannen 1895 mit dem Aufschütten des Bahnareals mit dem Aushub des Stadttunnels, der im März 1896 durchschlagen wurde.
Vor dem zwischen den beiden Strängen gelegenen Aufnahmegebäude fuhr ab 1904 als eine der ersten Buslinien der Schweiz ein Bus nach Menzingen und später auch nach Ägeri. Diese Buslinien wurden 1913 durch die Elektrischen Strassenbahnen im Kanton Zug abgelöst. Schon 1907 wurde der Bahnhof auch Ausgangspunkt der Strassenbahn, die zur Schönegg führte, der Talstation einer Standseilbahn auf den Zugerberg. Die Strassenbahnlinien wurden zwischen 1955 und 1959 stillgelegt. Der direkte oder indirekte Nachfolger für all diese Strassenverkehre sind die Zugerland Verkehrsbetriebe.
Im Jahr 1907 wurden Zwischenbahnsteige erstellt, welche über Perron-Durchgänge ebenerdig erschlossen wurden.
Die Gleisanlagen wurden 1931 erweitert, dabei wurden Zwischenperrons mit Unterführungen erstellt.
Im Jahr 1953 wurden die Stellwerkanlagen erneuert. Dabei wurde als Befehlswerk ein Tastenfreigabe-Werk des Typs Integra eingebaut. Die beiden Stellwerke I und II erhielten Schalterstellwerke des Typs Integra.
Im Jahr 1973 wurde das Befehlswerk durch einen neuen Stelltisch mit Fernstelltafel ersetzt, welcher neben der Bedienung des Freigabewerks im Bahnhof Zug auch die Fernsteuerung des Bahnhofs Baar und der Dienststation Litti (Ende Doppelspur vor dem Albistunnel) erlaubte. Später war auch eine Fernsteuerung der Stationen Sihlbrugg, Horgen Oberdorf, Cham und Zug Oberwil möglich.

### 2. Bahnhofsgebäude 1897
Das Aufnahmegebäude wurde in den Winkel zwischen den beiden Streckenästen gelegt.
Der Bau des hinter dem spitzen Winkel des Aufnahmegebäudes liegenden Dienstgebäudes war zwar schon 1910 diskutiert worden, der Baubeginn war aber erst 1947. Es enthält neben den Stellwerkräumen und Diensträumen für das Personal auch das Fundbüro und eine öffentliche WC-Anlage. Das Gebäude besteht noch heute zwischen den Gleisen 3 und 4.

## 3. Bahnhofsgebäude 2004

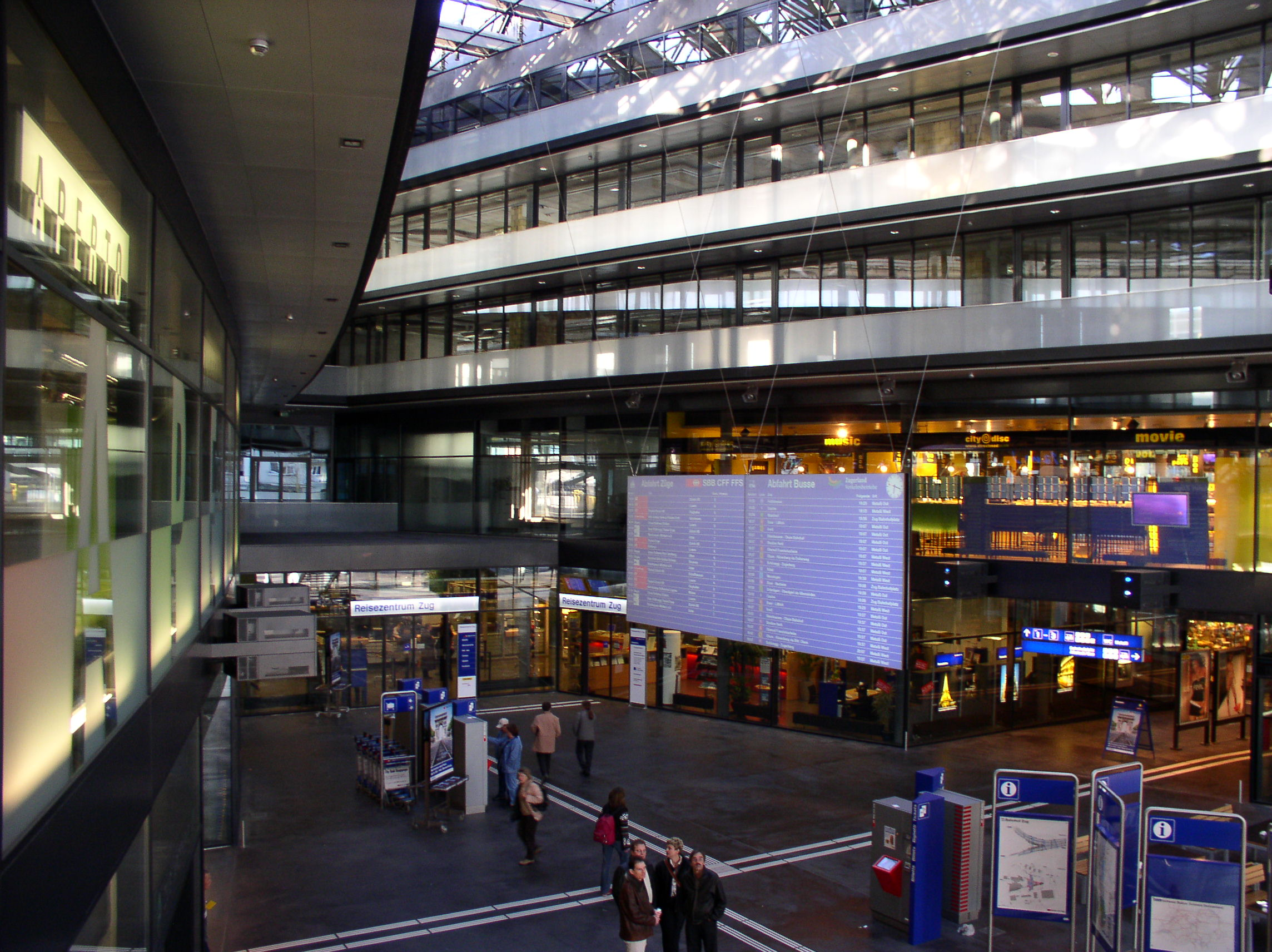
Innenansicht des Bahnhofsgebäudes

In den Jahren 2001 bis 2004 entstand im Stadtzentrum ein neu gestaltetes Bahnhofsgebäude für rund 65 Millionen Schweizer Franken. Die Baugrundfläche beträgt circa 6500 m². Jeden Tag strömen gegen 20'000 Personen in den dreieckigen Bahnhof, der zu den zehn grössten der Schweiz zählt.
Das Gebäude besteht von oben nach unten betrachtet aus drei Bürostockwerken, einer Ladenfläche auf Gleis- und einer auf Stadtniveau sowie dem als Lagerfläche benutzten Untergeschoss. Insgesamt befinden sich 14 Ladengeschäfte im Bahnhof. Für das Bahnhofsgebäude wurde eigens eine neue Passage gebaut, damit Fussgänger zur Bahnhofshalle gelangen können. Auch die getrennten Quartiere Grafenau sowie Metalli sind nun besser zu erreichen. Für die Velofahrer baute man neue Unterstände. Der neu angelegte Bahnhofsplatz dient den Bussen als Wendeplatz. Ausserdem gibt es innerhalb des Bahnhofs an bestimmten Orten eine Internet-Anbindung mittels Wireless LAN.
Mit Beginn der Dämmerung wird das Bahnhofsgebäude bis 23:00 Uhr von der Lichtinstallation light transport des Künstlers James Turrell beleuchtet. Auf der südlichen Glasfront wurden dafür Fluoreszenzröhren montiert, welche die Farben Rot, Grün und Blau und daraus entstehende Mischfarben erzeugen können. Da es bei lang anhaltender Kälte technische Probleme mit der Ansteuerung der Leuchtelemente geben kann, wird die Anlage in solchen Situationen abgestellt. Für die Lichtinstallation und die Architektur erhielt der Bahnhof am 19. Oktober 2005 je einen Brunel Award.
Im Oktober 2020 wurde die Wärme- und Kälteenergie von Erdgas auf das Seewasser-Wärmenetz der Wasserwerke Zug umgestellt.

## Verkehr

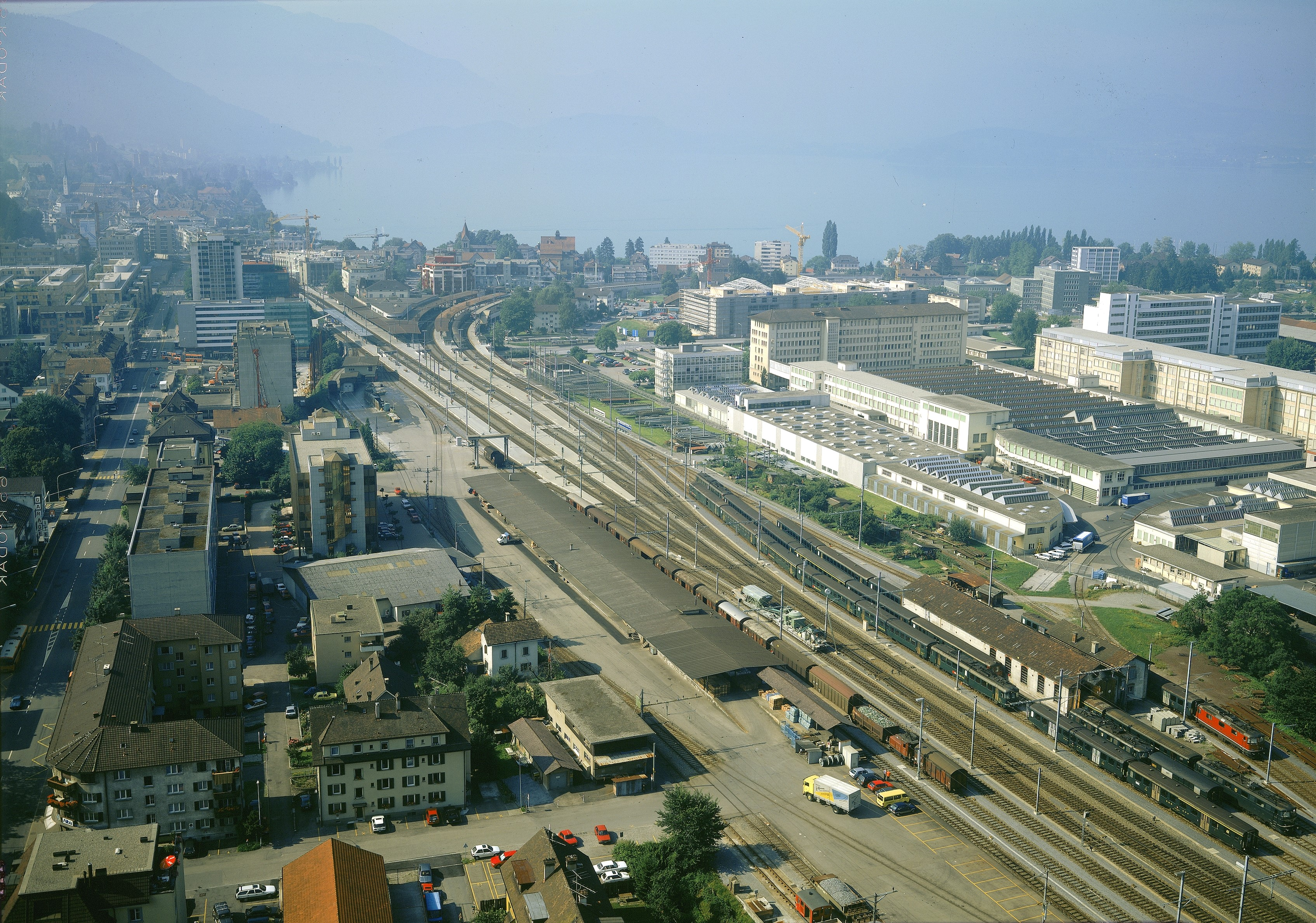
Keilbahnhof Zug, 1991
Vorne die Einfahrt aus Thalwil, die Strecke führt geradeaus weiter nach Arth-Goldau. Die Gleise nach Kollermühle–Luzern/–Affoltern a. A. zweigen nach rechts ab.

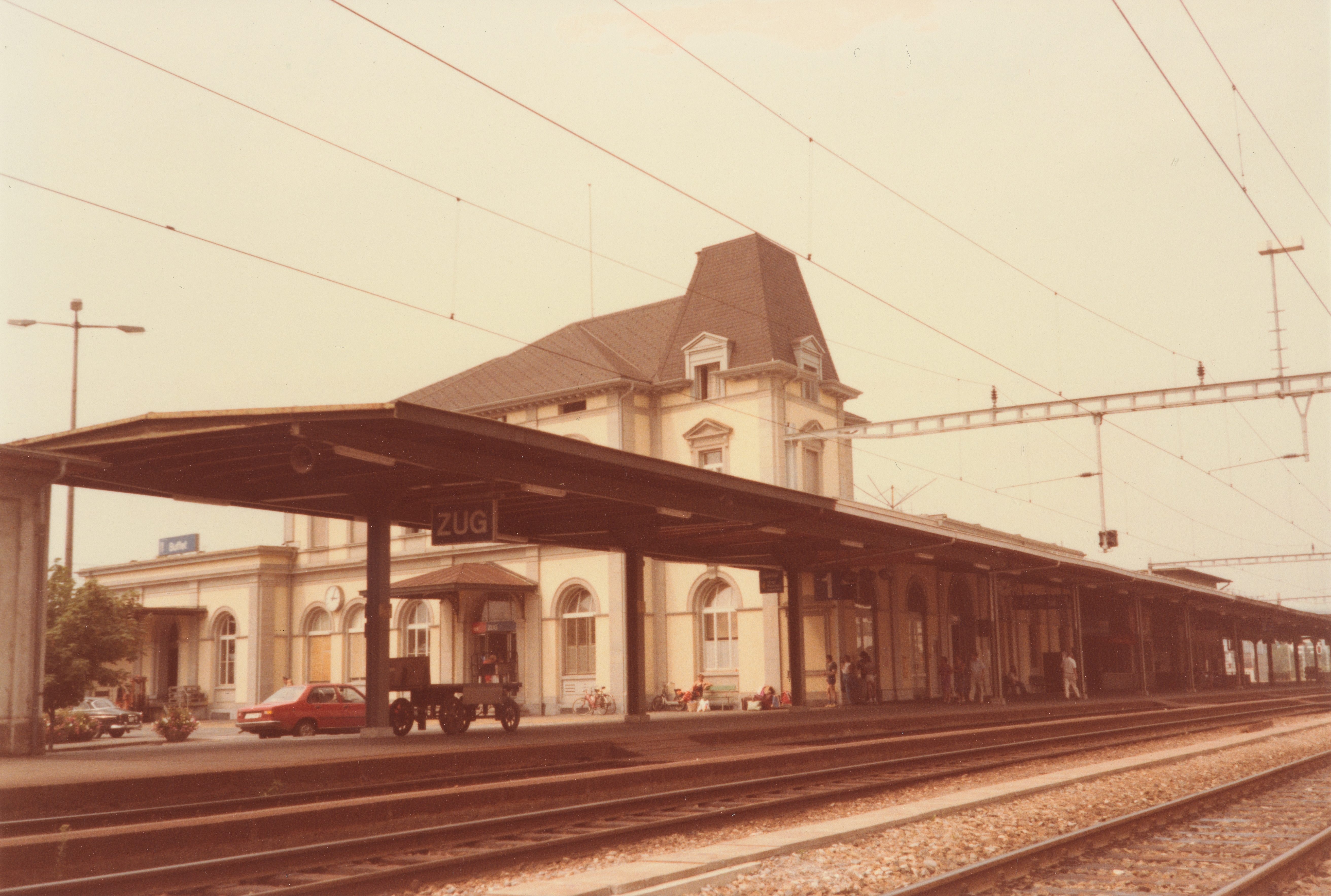
Altes Bahnhofsgebäude Gotthardseite (1980)

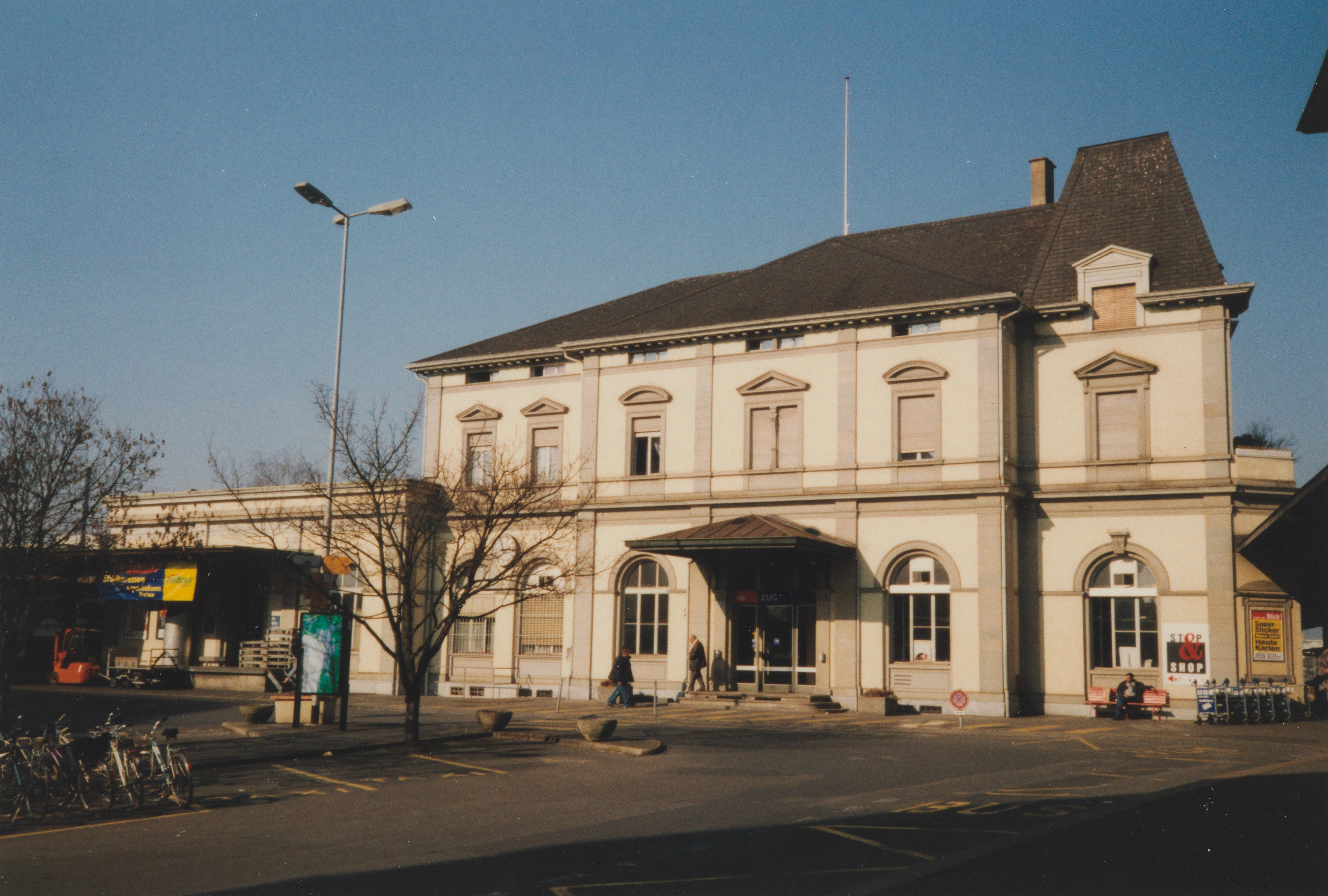
Altes Bahnhofsgebäude Strassenseite (2000)

### Fernverkehr
- Zürich HB – Bellinzona – Milano Centrale (– Venezia S. L.)
- Zürich HB – Bellinzona – Milano Lambrate – Bologna Centrale/Genova P.P. (– Sestri Levante)   (je ein Zug)
- 2 Zürich HB – Zug – Lugano  FZ BZ FS RZ , im Sommer zusätzlich
- 46 Zürich HB – Göschenen – Locarno  FS  (Treno Gottardo)
- 70 Luzern – Zürich HB  BZ RZ
- 75 Luzern – Zürich HB – Konstanz  BZ RZ
- Zürich HB – Zug – Arth-Goldau teilweise TT, teilweise  (nur Mo–Fr)
- Luzern – Zürich HB (Nachtzug, verkehrt in den Nächten Fr/Sa und Sa/So)

### S-Bahn
Stadtbahn Zug
- S 1 Baar – Rotkreuz (– Luzern – Sursee) (Baar–Rotkreuz werktags viertel-, sonntags halbstündlich; Rotkreuz–Sursee täglich halbstündlich)

S-Bahn Zürich
- S 5 Zug – Affoltern a. A. – Zürich HB – Uster – Pfäffikon SZ
- S 24 Thayngen – Schaffhausen/Weinfelden – Winterthur – Zürich Flughafen – Zürich HB – Thalwil – Horgen Oberdorf – Zug

### Busverkehr

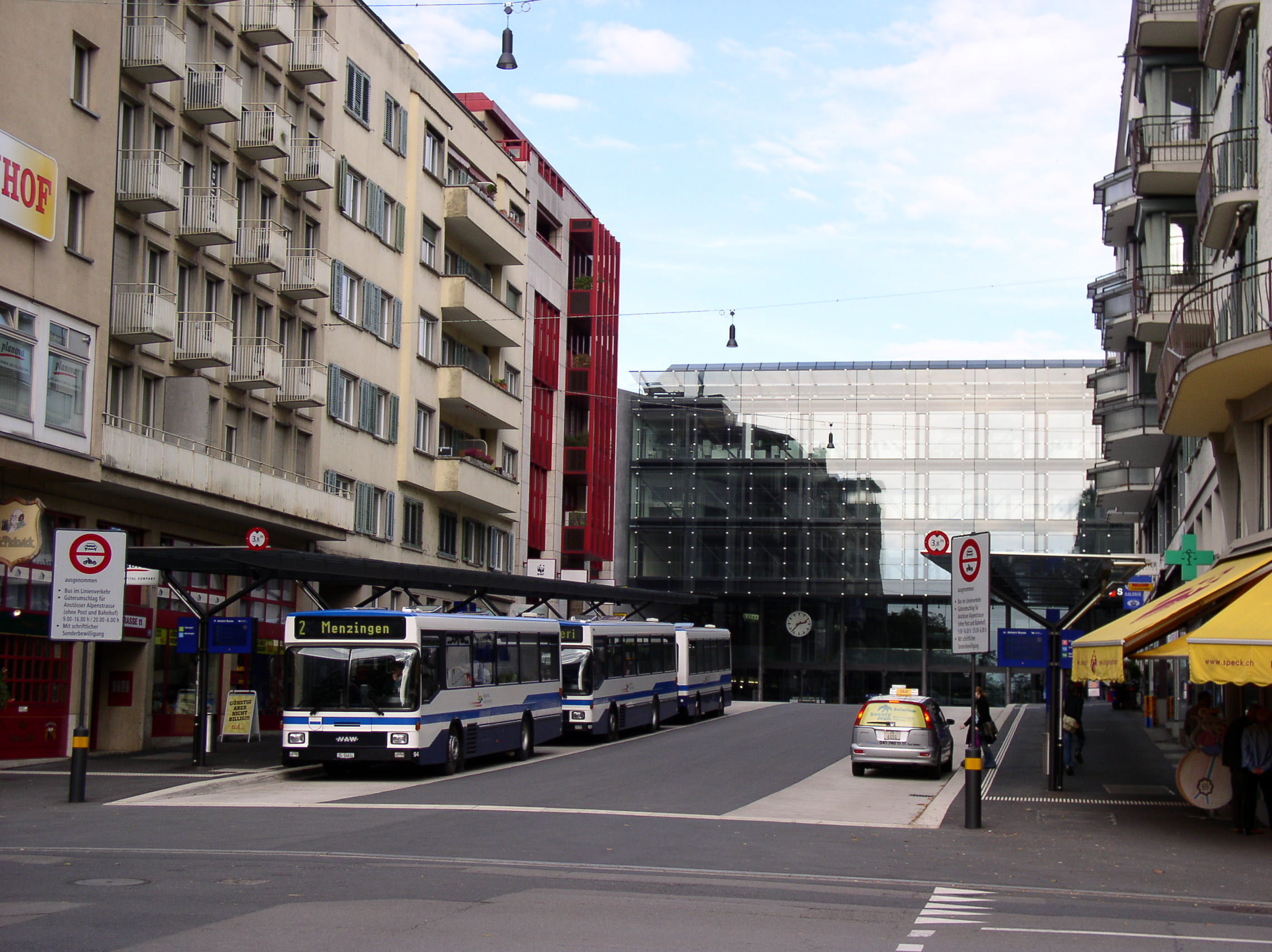
Der Bahnhofplatz mit einem Bus der Linie 2 und dem Bahnhof im Hintergrund

Der Bahnhof Zug bildet einen zentralen Umsteigepunkt im Netz der Zugerland Verkehrsbetriebe. Insgesamt vier Haltestellen sind in der Bahnhofsgegend angesiedelt, um ihn zu erschliessen:
- Dammstrasse (Bahnhof) beim Perron 7: Linie 16
- Metalli (Bahnhof) an der Baarerstrasse: Linien 3, 4, 6, 7, 11, 14, 16
- Landis+Gyr (Bahnhof) an der Gubelstrasse: Linien 6, 7, 11, 16
- Bahnhofplatz beim Empfangsgebäude: Linien 1, 2, 5, 13

Die am Bahnhof endenden Linien fahren alle den Bahnhofplatz an, wo sich ein Wendeplatz befindet. Einige Linien halten an mehr als einer der vier Bahnhofhaltestellen. Die Haltestelle Metalli wiederum ist geteilt in Metalli (Ost) für Busse in Richtung Baar/Landis+Gyr und in Metalli (West) für Busse in Richtung Postplatz, die Haltestelle West wiederum hat zwei Stellplätze vor und nach der T-Kreuzung mit der Metallstrasse.

## Gleisanlage
Personenbahnhof
Die Gleisanlage umfasst sieben Personengleise, davon ist eins ein Kopfgleis, während die anderen sechs Durchfahrtsgleise sind. Insgesamt gibt es einen Seitenbahnsteig (Gleis 7) und drei Mittelbahnsteige, wovon einer in Keilform angelegt ist (Gleise 3/4) und einer wegen des Kopfgleisstatus des Gleises 1 teilweise einen Seitenbahnsteig darstellt. Die Nutzung durch den Personenverkehr wird meist nach folgendem Schema abgewickelt:
- Gleis 1: Kopfgleis, wird vor allem als Abstellgleis verwendet.
- Gleis 2: IC2/EC/IR nach Arth-Goldau – Tessin, S2 Richtung Walchwil
- Gleis 3: IC2/EC/IR nach Zürich HB, S2 nach Baar Lindenpark
- Gleis 4: IR70/75 nach Luzern, S1 nach Rotkreuz und via Luzern nach Sursee
- Gleis 5: IR70/75 nach Zürich HB/Zürich Flughafen/Konstanz/St. Gallen, S1 nach Baar
- Gleis 6: S24 nach Zürich – Winterthur (–Weinfelden/Thayngen)
- Gleis 7: S5 nach Affoltern am Albis – Zürich – Uster – Rapperswil – Pfäffikon SZ

Abstellanlagen
An den Bahnhof gliedern sich je eine Abstellanlage auf der nordwestlichen und der nordöstlichen Seite an. Auf der nordöstlichen Seite sind auch noch Güteranschlussgleise in den Bahnhof integriert. Die auf dem ehemaligen Depotareal nordwestlich des Personenbahnhofs gelegene Abstellanlage dient vorwiegend Kompositionen der S-Bahn Zürich. Auch das verbliebene Teilstück der Schleife wird als Abstellgleis verwendet.